# Ligue des champions féminine de l'EHF 2025-2026
Navigation
2024-2025 2026-2027
La saison 2025-2026 de la Ligue des champions féminine de l'EHF est la 65e édition de la compétition (33e sous la dénomination de Ligue des champions), anciennement Coupe d'Europe des clubs champions. Organisée par l'EHF, elle met aux prises 16 équipes européennes. Elle se déroule du 6 septembre 2025 au 7 juin 2026.

## Présentation

### Formule
La formule est identique à celle introduite en 2020. La compétition commence par une phase de groupes où les équipes sont réparties en deux groupes de huit équipes. Les matchs sont joués dans un système de championnat avec des matchs aller et retour (domicile et extérieur). Les six premières équipes de chaque groupe poursuivent la compétition : les équipes classées du 3e au 6e rang jouent les barrages et les vainqueurs et deuxièmes de groupe accèdent directement aux quarts de finale.
La phase à élimination directe comprend quatre tours : les barrages, les quarts de finale et les demi-finales et finale organisées dans le cadre d'une finale à quatre. En barrages, le 3e d'un groupe affronte le 6e de l'autre groupe en matchs aller-retour et 4e et 5e en font de même, le mieux classé des deux adversaires ayant le privilège de jouer le match retour à domicile. Les quatre vainqueurs de ces barrages rejoignent en quarts de finale les quatre équipes directement qualifiées via la phase de groupes suivant le tableau prédéfini. Pour la finale à quatre, un tirage au sort détermine les oppositions en demi-finales. Le tournoi se déroule selon le même format que les trois saisons précédentes.

### Attribution des places
Depuis la saison 2022/2023, l'EHF a décidé de séparer les classements des trois coupes d'Europe. Ainsi, le classement dépend uniquement des résultats des clubs de la fédération dans cette compétition pour les saisons 2021-2022, 2022-2023 et 2023-2024 :
- Les fédérations classées jusqu'au 9e rang voient leur champion national se qualifier pour la phase de groupes et peuvent demander jusqu'à deux wildcards.
- La fédération la mieux classée de la Ligue européenne au classement EHF peut voir son champion ou vice-champion se qualifier pour la phase de groupes.
- Les fédérations au delà du 9e rang peuvent demander à leur champion national de demander une wildcard.

### Équipes directement qualifiés
Les neuf premiers championnats au classement EHF octroient une place en Ligue des champions à leur vainqueur. De plus, le championnat qui obtient le meilleur résultat en Ligue européenne sur les trois années précédentes, ici le Danemark, obtient une place supplémentaire (notée LE dans le tableau ci-dessous).
La Russie étant toujours suspendue jusqu'à nouvel ordre par l'EHF en raison de l'invasion russe de l'Ukraine, neuf équipes se voient confirmer le 5 juin 2025 leur participation à la compétition pour cette saison 2025-2026 :

| Rang   | Pays       | Équipe                         | Statut                                 |
| ------ | ---------- | ------------------------------ | -------------------------------------- |
| 1 (+1) | Hongrie    | Győri ETO KC T                 | Champion de Hongrie                    |
| 2 (-1) | Norvège    | Storhamar Håndball             | Champion de Norvège                    |
| 3 (+2) | Danemark   | Team Esbjerg                   | Champion ou vice-champion du Danemark  |
| 4 (-1) | France     | Metz Handball                  | Champion de France 2024-2025           |
| 5 (+1) | Roumanie   | CSM Bucarest                   | Champion de Roumanie                   |
| 6 (-2) | Russie     | suspendue jusqu'à nouvel ordre | suspendue jusqu'à nouvel ordre         |
| 7 (+2) | Allemagne  | HB Ludwigsburg                 | Champion d'Allemagne, finalement exclu |
| 8 (-1) | Slovénie   | RK Krim                        | Champion du Slovénie                   |
| 9 (-1) | Monténégro | Budućnost Podgorica            | Champion du Monténégro                 |
| LE     | Danemark   | Odense Håndbold                | Champion ou vice-champion du Danemark  |

### Équipes ayant sollicité une invitation
Pour atteindre le quota des seize équipes qualifiés, sept places sont attribuées par l'EHF sur dossier (Wild-Card) en fonction de cinq critères :
- qualité de la salle (capacité, qualité du terrain, commodités pour les supporters et les médias, loges VIP...) ;
- contrats de diffusion TV des pays concernés ;
- spectateurs (nombre, ambiance...) ;
- performances dans les compétitions européennes dans le passé ;
- product management et numérique».

Les fédérations classées entre la 1re et la 30e place peuvent demander un surclassement (« upgrade ») pour une équipe qualifiée en Ligue européenne. La Fédération européenne de handball dévoile les dix équipes candidates le 5 juin puis les sept équipes retenues le 24 juin :
| Rang    | Pays      | Équipe                         | Statut                            | Décision             |
| ------- | --------- | ------------------------------ | --------------------------------- | -------------------- |
| 1       | Hongrie   | Ferencváros TC                 | Vice-champion de Hongrie          | Retenu               |
| 1       | Hongrie   | Debreceni VSC                  | 4e de Hongrie                     | Retenu               |
| 2       | Norvège   | Tertnes IL                     | Vice-champion de Norvège          | Non retenu           |
| 2       | Norvège   | Sola HK                        | Demi-finaliste (2e SR) de Norvège | Non retenu · Repêché |
| 3       | Danemark  | Ikast Håndbold                 | 3e ou 4e de Danemark              | Retenu               |
| 4       | France    | Brest Bretagne Handball        | Vice-champion de France 2024-2025 | Retenu               |
| 5       | Roumanie  | CS Gloria 2018 Bistrița-Năsăud | 3e de Roumanie                    | Retenu               |
| 5       | Roumanie  | CS Minaur Baia Mare            | 4e de Roumanie                    | Non retenu           |
| 7       | Allemagne | Borussia Dortmund              | 2e (SR) d'Allemagne               | Retenu               |
| 12 (-2) | Croatie   | ŽRK Podravka Koprivnica        | Champion de Croatie               | Retenu               |

Remarques :
- seulement neuf fédérations sur cinquante participent à la compétition ;
- deux fédérations (Hongrie et Danemark) présentent trois clubs.

## Phase de groupes
Le tirage au sort a eu lieu le 27 juin 2025. Les 16 équipes ont été réparties en 2 groupes de huit.

Lors de la phase de groupes, disputée du 6 septembre 2025 au 22 février 2026, les équipes sont classées selon le nombre de points (2 points pour une victoire, 1 point pour un match nul, 0 point pour une défaite). A la fin de la phase de groupes, si deux équipes ou plus ont marqué le même nombre de points, le classement sera déterminé comme suit :
1. Le plus grand nombre de points dans les matchs entre les équipes directement impliquées
2. Différence de buts supérieure dans les matchs entre les équipes directement impliquées
3. Le plus grand nombre de buts marqués lors de matches entre les équipes directement impliquées
4. Différence de buts supérieure dans tous les matches du groupe
5. Le plus grand nombre de buts positifs dans tous les matches du groupe
6. Tirage au sort.

Les équipes terminant premières ou deuxièmes de leur poule sont directement qualifiées pour les quarts de finale, les équipes classées de la 3e à la 6e place sont qualifiées pour les barrages et les équipes classées aux 7e et 8e places sont éliminées.

### Groupe A
|   | Équipe                 | Pts | J | G | N | P | Bp | Bc | Diff | Dép |  | Résultats (dom.\ext.)  | STO | MET | GYO | DOR | ESB | BIS | POD | DEB |
| - | ---------------------- | --- | - | - | - | - | -- | -- | ---- | --- |  | ---------------------- | --- | --- | --- | --- | --- | --- | --- | --- |
| 1 | Storhamar Håndball     | 0   | 0 | 0 | 0 | 0 | 0  | 0  |      | /   |  | Storhamar Håndball     |     | -   | -   | -   | -   | -   | -   | -   |
| 2 | Metz Handball          | 0   | 0 | 0 | 0 | 0 | 0  | 0  |      | /   |  | Metz Handball          | -   |     | -   | -   | -   | -   | -   | -   |
| 3 | Győri ETO KC T         | 0   | 0 | 0 | 0 | 0 | 0  | 0  |      | /   |  | Győri ETO KC T         | -   | -   |     | -   | -   | -   | -   | -   |
| 4 | Borussia Dortmund      | 0   | 0 | 0 | 0 | 0 | 0  | 0  |      | /   |  | Borussia Dortmund      | -   | -   | -   |     | -   | -   | -   | -   |
| 5 | Team Esbjerg           | 0   | 0 | 0 | 0 | 0 | 0  | 0  |      | /   |  | Team Esbjerg           | -   | -   | -   | -   |     | -   | -   | -   |
| 6 | Gloria Bistrița-Năsăud | 0   | 0 | 0 | 0 | 0 | 0  | 0  |      | /   |  | Gloria Bistrița-Năsăud | -   | -   | -   | -   | -   |     | -   | -   |
| 7 | Budućnost Podgorica    | 0   | 0 | 0 | 0 | 0 | 0  | 0  |      | /   |  | Budućnost Podgorica    | -   | -   | -   | -   | -   | -   |     | -   |
| 8 | Debreceni VSC          | 0   | 0 | 0 | 0 | 0 | 0  | 0  |      | /   |  | Debreceni VSC          | -   | -   | -   | -   | -   | -   | -   |     |

### Groupe B
|   | Équipe                  | Pts | J | G | N | P | Bp | Bc | Diff | Dép |  | Résultats (dom.\ext.)   | SOL | ODE | BUC | BRE | FER | KOP | KRI | IKA |
| - | ----------------------- | --- | - | - | - | - | -- | -- | ---- | --- |  | ----------------------- | --- | --- | --- | --- | --- | --- | --- | --- |
| 1 | Sola HK                 | 0   | 0 | 0 | 0 | 0 | 0  | 0  |      | /   |  | Sola HK                 |     | -   | -   | -   | -   | -   | -   | -   |
| 2 | Odense Håndbold         | 0   | 0 | 0 | 0 | 0 | 0  | 0  |      | /   |  | Odense Håndbold         | -   |     | -   | -   | -   | -   | -   | -   |
| 3 | CSM Bucarest            | 0   | 0 | 0 | 0 | 0 | 0  | 0  |      | /   |  | CSM Bucarest            | -   | -   |     | -   | -   | -   | -   | -   |
| 4 | Brest Bretagne Handball | 0   | 0 | 0 | 0 | 0 | 0  | 0  |      | /   |  | Brest Bretagne Handball | -   | -   | -   |     | -   | -   | -   | -   |
| 5 | Ferencváros TC          | 0   | 0 | 0 | 0 | 0 | 0  | 0  |      | /   |  | Ferencváros TC          | -   | -   | -   | -   |     | -   | -   | -   |
| 6 | Podravka Koprivnica     | 0   | 0 | 0 | 0 | 0 | 0  | 0  |      | /   |  | Podravka Koprivnica     | -   | -   | -   | -   | -   |     | -   | -   |
| 7 | RK Krim                 | 0   | 0 | 0 | 0 | 0 | 0  | 0  |      | /   |  | RK Krim                 | -   | -   | -   | -   | -   | -   |     | -   |
| 8 | Ikast Håndbold          | 0   | 0 | 0 | 0 | 0 | 0  | 0  |      | /   |  | Ikast Håndbold          | -   | -   | -   | -   | -   | -   | -   |     |

## Phase à élimination directe
|  | Barrage | Barrage | Barrage | Barrage |          |    | Quart de finale | Quart de finale | Quart de finale | Quart de finale |
|  |         |         |         |         |          |    |                 |                 |                 |                 |
|  |         |         |         |         |          |    |                 |                 |                 |                 |
|  | A5      | -       | ??      | ??      |          |    |                 |                 |                 |                 |
|  | A5      | -       | ??      | ??      |          |    |                 |                 |                 |                 |
|  | B4      | -       | ??      | ??      |          |    |                 |                 |                 |                 |
|  | B4      | -       | ??      | ??      | A5 ou B4 | -  | ??              | ??              |                 |                 |
|  |         |         |         |         | A5 ou B4 | -  | ??              | ??              |                 |                 |
|  |         |         | A1      | -       | ??       | ?? |                 |                 |                 |                 |
|  |         |         |         |         | ??       | ?? |                 |                 |                 |                 |
|  |         |         |         |         |          |    |                 |                 |                 |                 |
|  |         |         |         |         |          |    |                 |                 |                 |                 |
|  |         |         |         |         |          |    |                 |                 |                 |                 |

|  | Barrage | Barrage | Barrage | Barrage |          |    | Quart de finale | Quart de finale | Quart de finale | Quart de finale |
|  |         |         |         |         |          |    |                 |                 |                 |                 |
|  |         |         |         |         |          |    |                 |                 |                 |                 |
|  | B5      | -       | ??      | ??      |          |    |                 |                 |                 |                 |
|  | B5      | -       | ??      | ??      |          |    |                 |                 |                 |                 |
|  | A4      | -       | ??      | ??      |          |    |                 |                 |                 |                 |
|  | A4      | -       | ??      | ??      | B5 ou A4 | -  | ??              | ??              |                 |                 |
|  |         |         |         |         | B5 ou A4 | -  | ??              | ??              |                 |                 |
|  |         |         | B1      | -       | ??       | ?? |                 |                 |                 |                 |
|  |         |         |         |         | ??       | ?? |                 |                 |                 |                 |
|  |         |         |         |         |          |    |                 |                 |                 |                 |
|  |         |         |         |         |          |    |                 |                 |                 |                 |
|  |         |         |         |         |          |    |                 |                 |                 |                 |

|  | Barrage | Barrage | Barrage | Barrage |          |    | Quart de finale | Quart de finale | Quart de finale | Quart de finale |
|  |         |         |         |         |          |    |                 |                 |                 |                 |
|  |         |         |         |         |          |    |                 |                 |                 |                 |
|  | A6      | -       | ??      | ??      |          |    |                 |                 |                 |                 |
|  | A6      | -       | ??      | ??      |          |    |                 |                 |                 |                 |
|  | B3      | -       | ??      | ??      |          |    |                 |                 |                 |                 |
|  | B3      | -       | ??      | ??      | A6 ou B3 | -  | ??              | ??              |                 |                 |
|  |         |         |         |         | A6 ou B3 | -  | ??              | ??              |                 |                 |
|  |         |         | A2      | -       | ??       | ?? |                 |                 |                 |                 |
|  |         |         |         |         | ??       | ?? |                 |                 |                 |                 |
|  |         |         |         |         |          |    |                 |                 |                 |                 |
|  |         |         |         |         |          |    |                 |                 |                 |                 |
|  |         |         |         |         |          |    |                 |                 |                 |                 |

|  | Barrage | Barrage | Barrage | Barrage |          |    | Quart de finale | Quart de finale | Quart de finale | Quart de finale |
|  |         |         |         |         |          |    |                 |                 |                 |                 |
|  |         |         |         |         |          |    |                 |                 |                 |                 |
|  | B6      | -       | ??      | ??      |          |    |                 |                 |                 |                 |
|  | B6      | -       | ??      | ??      |          |    |                 |                 |                 |                 |
|  | A3      | -       | ??      | ??      |          |    |                 |                 |                 |                 |
|  | A3      | -       | ??      | ??      | B6 ou A3 | -  | ??              | ??              |                 |                 |
|  |         |         |         |         | B6 ou A3 | -  | ??              | ??              |                 |                 |
|  |         |         | B2      | -       | ??       | ?? |                 |                 |                 |                 |
|  |         |         |         |         | ??       | ?? |                 |                 |                 |                 |
|  |         |         |         |         |          |    |                 |                 |                 |                 |
|  |         |         |         |         |          |    |                 |                 |                 |                 |
|  |         |         |         |         |          |    |                 |                 |                 |                 |

### Barrages
Les barrages aller ont lieu les samedi 21 et dimanche 22 mars 2026. Les matchs retour se déroulent la semaine suivante, les samedi 28 et dimanche 29 mars.
| Équipe | Aller   | Total   | Retour  | Équipe |
| ------ | ------- | ------- | ------- | ------ |
| -      | ?? - ?? | ?? - ?? | ?? - ?? | -      |
| -      | ?? - ?? | ?? - ?? | ?? - ?? | -      |
| -      | ?? - ?? | ?? - ?? | ?? - ?? | -      |
| -      | ?? - ?? | ?? - ?? | ?? - ?? | -      |

### Quarts de finale
Les quarts de finale aller ont lieu les samedi 18 et dimanche 19 avril 2026. Les matchs retour se déroulent la semaine suivante, les samedi 25 et dimanche 26 avril.
| Équipe | Aller   | Total   | Retour  | Équipe |
| ------ | ------- | ------- | ------- | ------ |
| -      | ?? - ?? | ?? - ?? | ?? - ?? | -      |
| -      | ?? - ?? | ?? - ?? | ?? - ?? | -      |
| -      | ?? - ?? | ?? - ?? | ?? - ?? | -      |
| -      | ?? - ?? | ?? - ?? | ?? - ?? | -      |

### Finale à quatre
La finale à quatre (ou en anglais : Final Four) a lieu les 16 et 17 mai 2026 dans la MVM Dome de Budapest en Hongrie.
|  | Demi-finales       | Demi-finales       |                        |    | Finale             | Finale             |
|  | Demi-finales       | Demi-finales       |                        |    | Finale             | Finale             |
|  |                    |                    |                        |    |                    |                    |
|  | 16 mai 2026, ??h?? | 16 mai 2026, ??h?? |                        |    | 17 mai 2026, ??h?? | 17 mai 2026, ??h?? |
|  | 16 mai 2026, ??h?? | 16 mai 2026, ??h?? |                        |    | 17 mai 2026, ??h?? | 17 mai 2026, ??h?? |
|  | -                  | ??                 |                        |    | 17 mai 2026, ??h?? | 17 mai 2026, ??h?? |
|  | -                  | ??                 |                        |    | 17 mai 2026, ??h?? | 17 mai 2026, ??h?? |
|  | -                  | ??                 |                        |    | 17 mai 2026, ??h?? | 17 mai 2026, ??h?? |
|  | -                  | ??                 | -                      | ?? |                    |                    |
|  | 16 mai 2026, ??h?? |                    | -                      | ?? |                    |                    |
|  |                    | -                  | ??                     |    |                    |                    |
|  | -                  | -                  | ??                     | ?? |                    |                    |
|  | -                  |                    |                        | ?? |                    |                    |
|  | -                  | ??                 |                        |    |                    |                    |
|  | -                  | ??                 | Match pour la 3e place |    |                    |                    |
|  |                    |                    |                        |    |                    |                    |
|  | 17 mai 2026, ??h?? |                    |                        |    |                    |                    |
|  |                    |                    |                        |    |                    |                    |
|  | -                  | ??                 |                        |    |                    |                    |
|  | -                  | ??                 |                        |    |                    |                    |
|  | -                  | ??                 |                        |    |                    |                    |
|  | -                  | ??                 |                        |    |                    |                    |

#### Demi-finales
| 16 mai 2026 - | -       | ?? - ?? | - | MVM Dome, Budapest ( Hongrie) |
| 16 mai 2026 - | (??-??) |         |   | MVM Dome, Budapest ( Hongrie) |

| 16 mai 2026 - | -       | ?? - ?? | - | MVM Dome, Budapest ( Hongrie) |
| 16 mai 2026 - | (??-??) |         |   | MVM Dome, Budapest ( Hongrie) |

#### Match pour la3eplace
| 17 mai 2026 - | -       | ?? - ?? | - | MVM Dome, Budapest ( Hongrie) |
| 17 mai 2026 - | (??-??) |         |   | MVM Dome, Budapest ( Hongrie) |

#### Finale
| 17 mai 2026 - | -       | ?? - ?? | - | MVM Dome, Budapest ( Hongrie) |
| 17 mai 2026 - | (??-??) |         |   | MVM Dome, Budapest ( Hongrie) |

## Meilleures buteuses
Au terme de la compétition, les meilleures buteuses sont :
| Rang | Joueuse | Club | Buts | Tirs | %   | MJ | Moy. |
| ---- | ------- | ---- | ---- | ---- | --- | -- | ---- |
| 1    | -       | -    | -    | -    | - % | -  | -    |
| 2    | -       | -    | -    | -    | - % | -  | -    |
| 3    | -       | -    | -    | -    | - % | -  | -    |
| 4    | -       | -    | -    | -    | - % | -  | -    |
| 5    | -       | -    | -    | -    | - % | -  | -    |
| 6    | -       | -    | -    | -    | - % | -  | -    |
| 7    | -       | -    | -    | -    | - % | -  | -    |
| 8    | -       | -    | -    | -    | - % | -  | -    |
| 9    | -       | -    | -    | -    | - % | -  | -    |
| 10   | -       | -    | -    | -    | - % | -  | -    |

## Nombre d'équipes par association et par tour
L'ordre des fédérations est établi suivant le classement EHF des pays pour la saison 2025/2026.
| Association | Association | Phase de groupes                                | Barrages à élimination directe | Quarts de finale | Demi-finales | Petite finale | Finale |
| ----------- | ----------- | ----------------------------------------------- | ------------------------------ | ---------------- | ------------ | ------------- | ------ |
| Hongrie     |             | 3 Győri ETO KC, Ferencváros TC, DVSC Schaeffler |                                |                  |              |               |        |
| Norvège     |             | 2 Storhamar Håndball, Sola HK                   |                                |                  |              |               |        |
| Danemark    |             | 3 Team Esbjerg, Odense Håndbold, Ikast Håndbold |                                |                  |              |               |        |
| France      |             | 2 Brest Bretagne Handball, Metz Handball        |                                |                  |              |               |        |
| Roumanie    |             | 2 CSM Bucarest, CS Gloria 2018 Bistrița-Năsăud  |                                |                  |              |               |        |
| Allemagne   |             | 1 Borussia Dortmund                             |                                |                  |              |               |        |
| Slovénie    |             | 1 RK Krim                                       |                                |                  |              |               |        |
| Monténégro  |             | 1 Budućnost Podgorica                           |                                |                  |              |               |        |
| Croatie     |             | 1 Podravka Koprivnica                           |                                |                  |              |               |        |
| Total       | Total       | 16                                              | 8                              | 8                | 4            | 2             | 2      |